# Maloțebrîkove, Rozdilna
Maloțebrîkove (în ucraineană Малоцебрикове) este un sat în comuna Țebrîkove din raionul Rozdilna, regiunea Odesa, Ucraina.

## Demografie
Componența lingvistică a localității Maloțebrîkove
     Ucraineană (95,51%)
     Rusă (1,28%)
     Alte limbi (1,28%)
Conform recensământului din 2001, majoritatea populației localității Maloțebrîkove era vorbitoare de ucraineană (95,51%), existând în minoritate și vorbitori de găgăuză (1,92%) și rusă (1,28%).